# دانيال جونز (موسيقي)
دانيال جونز (بالإنجليزية: Daniel Jones)‏ هو عازف على عدة آلات وموسيقي ومغني ومنتج أسطوانات وملحن أسترالي، ولد في 22 يوليو 1973 في ساوثند أون سي في المملكة المتحدة.

## وصلات خارجية
- الموقع الرسمي
- دانييل جونز على موقع IMDb (الإنجليزية)
- دانييل جونز على موقع ميوزك برينز (الإنجليزية)
- دانييل جونز على موقع أول ميوزيك (الإنجليزية)
- دانييل جونز على موقع ديسكوغز (الإنجليزية)